# Eurytoma arachnophaga
Eurytoma arachnophaga är en stekelart som först beskrevs av Girault 1925.  Eurytoma arachnophaga ingår i släktet Eurytoma och familjen kragglanssteklar. Inga underarter finns listade i Catalogue of Life.